# Arnoldichthys spilopterus
Arnoldichthys spilopterus és una espècie de peix de la família dels alèstids i de l'ordre dels caraciformes.

## Morfologia
- Els mascles poden assolir 9,6 cm de longitud total.[1][2]

## Alimentació
Menja cucs, insectes i crustacis.

## Hàbitat
És un peix d'aigua dolça i de clima tropical (23 °C-28 °C).

## Distribució geogràfica
Es troba a Àfrica: rius Níger i Ogun a Nigèria.